# Horodeccy herbu Kornic

Herb Kornic

Horodeccy herbu Kornic – ród szlachecki pochodzenia wschodnioeuropejskiego.
Członkowie rodu byli poddanymi I Rzeczypospolitej, Carstwa Moskiewskiego oraz Imperium Rosyjskiego. W swych gałęziach posługiwali się kilkoma herbami w zależności od obszaru, na których tworzyli siedliska rodowe (Dolęga, Hołownia, Lubicz, Kornic, Korczak, Przyjaciel, Sas, Swinicz). Horodeccy byli wyznania prawosławnego, greckokatolickiego i rzymskokatolickiego.
Według źródeł opublikowanych w Imperium Rosyjskim w 1890 r. Horodecki z ziemi mińskiej pieczętował się herbem Lubicz już na początku XV wieku. Jeden z pierwszych wzmiankowanych rodów Horodeckich (herbu Lubicz) pochodził od Jakowa Pietkiewicza Horodeckiego zapisanego w roku 1429 do VI części Księgi rodów szlacheckich (w księdze guberni mińskiej). Horodeckich z XVII wieku opisano w guberniach: mińskiej, wileńskiej, kowieńskiej, wołyńskiej i podolskiej (według I części Księgi rodów szlacheckich).

Obok Pietkiewicza odnotowano w latach 1684–1694 Horodeckich jako szlachtę dworską, byli to: Andrzej Jan (Iwanowicz) Horodecki, Andrzej po Nikiticzu Dobrynia Horodecki, Piotr Nicetas (Nikita) Horodecki oraz Romanowicz Horodecki jako członek dworu moskiewskiego. Trzy najstarsze rody Horodeckich opisane w XVII w. zapisane zostały jako rody szlacheckie także w guberniach: riazańskiej, orenburskiej, penzeńskiej, saratowskiej, simbirskiej i smoleńskiej.

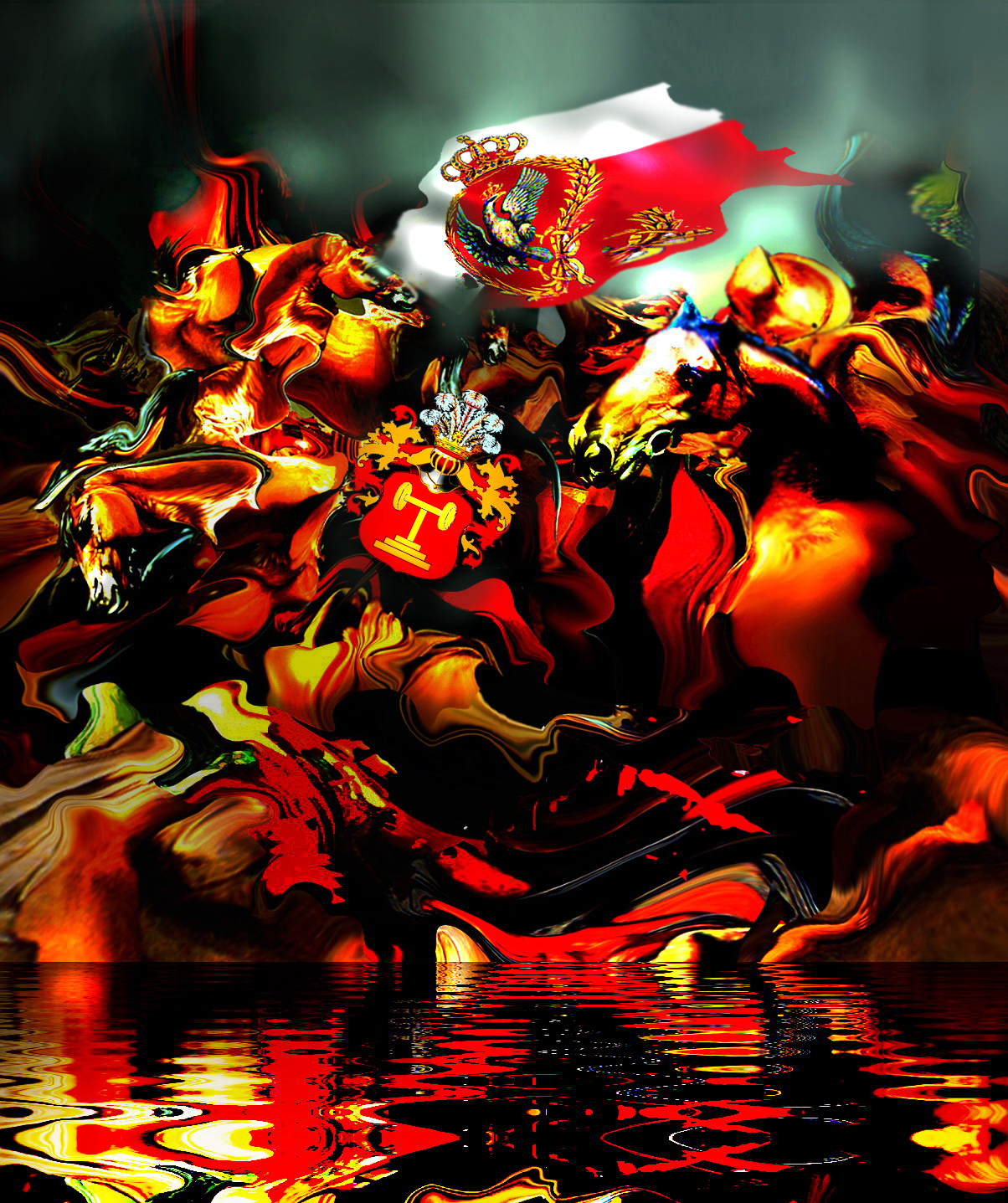
Smoleńsk 1634. Pobicie Dymitra Horodeckiego i pasierbów Eufimowiczów (Eufemiuszy). Fantazja malarska Zdzisława Otella Horodeckiego (2019).

Najstarszy z rodów Horodeckich to ród Michała Horodeckiego od Jana, Izajasza, Tymoteusza (Iwana, Issaija, Timofieja), którzy panowali w Niżnym Nowogrodzie jeszcze w roku 1618. Druga część rodu z Wasylem (Bazylim) Matwiejewiczem Horodeckim była zapisana do VI cz. Księgi rodów szlacheckich w guberni smoleńskiej. Inne gałęzie pochodzące od tychże (Michała i Bazylego) rodów zostały zapisane na przełomie XVI i XVII w. Józef Puzyna toczył polemikę z Józefem Wolffem czy Horodeckich należy zaliczyć do Narymuntowiczów czy Rurykowiczów z herbem Pogoń Ruska. Źródła rosyjskie opisują rozprzestrzenienie się rodu na obszarach: mińskich, wileńskich, kowieńskich, wołyńskich i podolskich.
Horodeccy używali także herbu Kornic (Bies, Kornicz, Kurnicz, Kurnic, Hospody Błogosław), który opisany został już w roku 1420. Od 1680 r. Kornic jest na pieczęciach członków rodu Horodeckich na Podolu. Ponadto o tym samym herbie pisze się w dokumentach legitymacyjnych, herbarzach i komisjach sądowych w pracach potwierdzających szlachectwo i prawo dziedziczenia ziemskiego rodu Horodeckich z Podola. Pierwsi odnotowani na Podolu to Antoni z synem Stefanem, bratem Mikołajem z synami Janem i Heliaszem.
Stanisław Dziadulewicz w Herbarzu rodzin tatarskich w Polsce wzmiankuje Horodeckich następująco:

HORODECCY. Zapisani do chorągwi baryńskiej, a więc przybysze z Krymu. Ich protoplastą był żyjący koło roku 1500-go tatar mścisławski Magnut, właściciel wsi Horodec w woj. mścisławskim. Widocznie z powodu wypadków wojennych zmuszony on został do przeniesienia się na zachód, gdzie od króla Aleksandra otrzymał w pow. mińskim wieś Sierhiejewszczyznę, której dziedzicami już w roku 1516-ym byli jego synowie Ajdar i Lecko. Ten ostatni, wspomniany jeszcze w popisie z roku 1528-go, zostawił syna Ajdara, którego synowie Araz i Sulejman w roku 1597-ym sprzedali Sierhiejewszczyznę Aleksandrowi Wasilewiczowi. Araz zapewne stał się protoplastą Sierhiejewiczów, syn zaś Sulejmana, Siejć, otrzymawszy w roku 1625-ym po odzyskaniu przez Polskę woj. mścisławskiego prawo dochodzenia wsi Horodec, jako niegdyś własności jego przodka, pisać się zaczął od niej Horodeckim. Niewątpliwie potomkiem jego był Józef Horodecki, w roku 1772-im towarzysz w pułku lekkim dywizji buławy polnej wojsk litewskich i konfederat barski, zapewne jeszcze muzułmanin, którego potomstwo chrześcijańskie kwitnie po dziś dzień na Litwie Kowieńskiej.

Członkami rodu są m.in. architekt Władysław Horodecki oraz artysta malarz Zdzisław Otello Horodecki.